# پرستشگاه باربار
پرستشگاه باربار (عربی: معبد باربار‎) یک مکان باستانی واقع در روستای باربار در کشور بحرین است که بخشی از تمدن دیلمون محسوب می‌شود. جدیدترین پرستشگاه از سه پرستشگاه باربار در سال ۱۹۵۴ توسط یک تیم باستان‌شناسی دانمارکی کشف شد. دو پرستشگاه دیگر نیز در این مکان کشف شد که قدیمی‌ترین آنها مربوط به ۳۰۰۰ سال پیش از میلاد مسیح است. این پرستشگاه‌ها از بلوک‌های سنگ آهک ساخته شده‌اند که گمان می‌رود از جزیره جده تراشیده و آورده شده‌اند.

## تاریخ

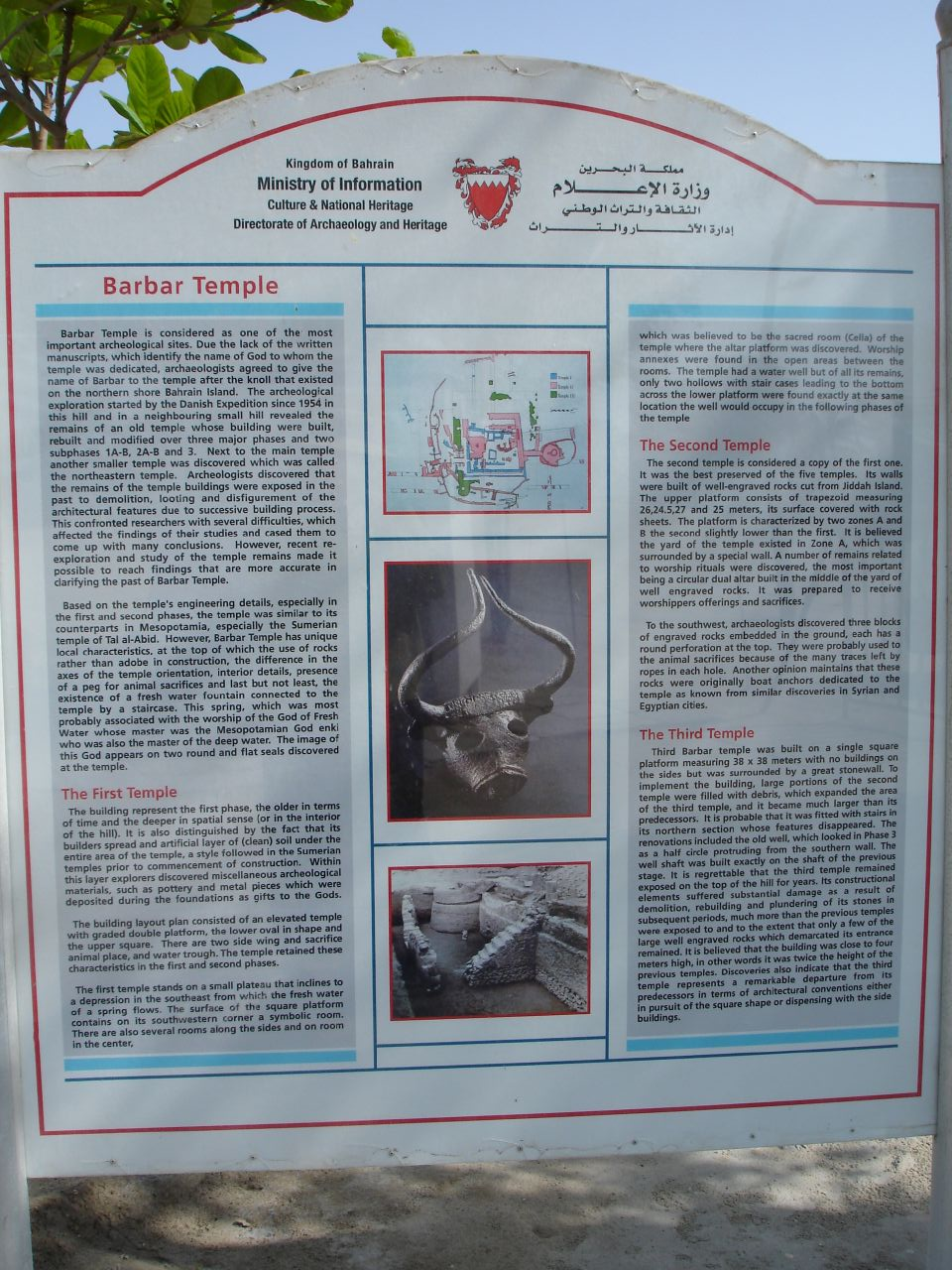
تابلوی راهنما در محل محوطه

سه پرستشگاه یکی بر فراز دیگری ساخته شده‌اند، به‌طوری که پرستشگاه دوم حدود ۵۰۰ سال پس از نخستین پرستشگاه و سومی نیز در فاصلهٔ میان ۲۱۰۰ تا ۲۰۰۰ پیش از میلاد به بنا افزوده شده است.
گمان می‌رود که این پرستشگاه‌ها برای پرستش انکی خدای خرد و آب شیرین، و همسرش نانخورساک (نینهورساگ) ساخته شده باشند.
این پرستشگاه شامل دو قربانگاه و چشمه‌ای طبیعی از آب است که به باور پرستش‌کنندگان، از اهمیت معنوی برخوردار بوده است.
در جریان کاوش‌های باستان‌شناسی این محوطه، ابزارها، سلاح‌ها، سفالینه‌ها و قطعات کوچکی از طلا کشف شد که امروزه در موزه ملی بحرین به نمایش گذاشته شده‌اند.
مشهورترین یافتهٔ این کاوش‌ها، سر یک گاو از جنس مس بود.
این محوطه در فهرست موقت میراث جهانی یونسکو قرار دارد.

## باستان‌شناسی
این محوطه در سال ۱۹۵۴ توسط پی.وی. گلوب کشف شد. کاوش‌های باستان‌شناسی توسط تیمی دانمارکی به سرپرستی هلموت اندرسن و پدر مورتنسن از همان سال آغاز شد و تا سال ۱۹۶۲ ادامه یافت.
در زمستان ۱۹۵۵، بخش بالایی، تپه‌ای پوشیده از شن و ریگ برداشته شد و دیوارها در ماه‌های فوریه و مارس ۱۹۵۶ مورد کاوش قرار گرفتند.
فعالیت‌های باستان‌شناسی در این محوطه در سال ۲۰۰۴ از سر گرفته شد.